# Idiko Erasitechniko Protathlema 1971
L'Idiko Erasitechniko Protathlema 1971 è la 4ª edizione delle qualificazioni alla Beta Ethniki.

## Gruppo 1

### Squadre partecipanti
| Squadra                | Città          |
| ---------------------- | -------------- |
| Anagennīsī Epanomī     | Epanomi        |
| Orestis Orestiada      | Orestiada      |
| Orfeas Eleftheroupolis | Eleftheroupoli |
| Thyella Serron         | Serres         |

### Classifica
|  | Pos. | Squadra                | Pt | G | V | N | P | GF | GS | DR  |
|  | ---- | ---------------------- | -- | - | - | - | - | -- | -- | --- |
|  | 1.   | Orestis Orestiada      | 15 | ? | ? | ? | ? | 10 | 2  | +8  |
|  | 2.   | Orfeas Eleftheroupolis | 13 | ? | ? | ? | ? | 3  | 4  | -1  |
|  | 3.   | Anagennīsī Epanomī     | 13 | ? | ? | ? | ? | 5  | 2  | +3  |
|  | 4.   | Thyella Serron         | 7  | ? | ? | ? | ? | 0  | 10 | -10 |

Legenda:

      Ammesse in Beta Ethniki 1971-1972
       Ammessa ai play-off

### Spareggio per il secondo posto
| Squadra 1              | Risultato   | Squadra 2          |
| ---------------------- | ----------- | ------------------ |
| Orfeas Eleftheroupolis | 0 – 0 (dts) | Anagennīsī Epanomī |

## Gruppo 2

### Squadre partecipanti
| Squadra        | Città    |
| -------------- | -------- |
| Naoussa        | Naoussa  |
| Nea Moudania   | Moudania |
| Neapolis       | Neapoli  |
| Pyrsos Grevena | Grevena  |

### Classifica
|  | Pos. | Squadra        | Pt | G | V | N | P | GF | GS | DR |
|  | ---- | -------------- | -- | - | - | - | - | -- | -- | -- |
|  | 1.   | Naoussa        | 15 | ? | ? | ? | ? | 10 | 5  | +5 |
|  | 2.   | Pyrsos Grevena | 14 | ? | ? | ? | ? | 11 | 8  | +3 |
|  | 3.   | Nea Moudania   | 11 | ? | ? | ? | ? | 8  | 11 | -3 |
|  | 4.   | Neapolis       | 7  | ? | ? | ? | ? | 4  | 9  | -3 |

Legenda:

      Ammesse in Beta Ethniki 1971-1972

## Gruppo 3

### Squadre partecipanti
| Squadra         | Città     |
| --------------- | --------- |
| Achille Farsala | Farsala   |
| Orcomeno        | Orcomeno  |
| Rigas Feraios   | Velestino |
| Stylidas        | Stylida   |

### Classifica
|  | Pos. | Squadra         | Pt | G | V | N | P | GF | GS | DR  |
|  | ---- | --------------- | -- | - | - | - | - | -- | -- | --- |
|  | 1.   | Orcomeno        | 14 | ? | ? | ? | ? | 11 | 5  | +6  |
|  | 2.   | Rigas Feraios   | 13 | ? | ? | ? | ? | 5  | 3  | +2  |
|  | 3.   | Achille Farsala | 12 | ? | ? | ? | ? | 8  | 6  | +2  |
|  | 4.   | Stylidas        | 9  | ? | ? | ? | ? | 5  | 15 | -10 |

Legenda:

      Ammesse in Beta Ethniki 1971-1972
       Ammessa ai play-off

## Gruppo 4

### Squadre partecipanti
| Squadra           | Città    |
| ----------------- | -------- |
| Apollon Mytilenes | Mitilene |
| Īlisiakos         | Zografo  |
| Rouf              | Atene    |
| Saronikos         | Egina    |

### Classifica
|  | Pos. | Squadra           | Pt | G | V | N | P | GF | GS | DR |
|  | ---- | ----------------- | -- | - | - | - | - | -- | -- | -- |
|  | 1.   | Rouf              | 14 | ? | ? | ? | ? | 9  | 8  | +1 |
|  | 2.   | Apollon Mytilenes | 13 | ? | ? | ? | ? | 9  | 6  | +3 |
|  | 3.   | Īlisiakos         | 12 | ? | ? | ? | ? | 6  | 4  | +2 |
|  | 4.   | Saronikos         | 9  | ? | ? | ? | ? | 4  | 10 | -6 |

Legenda:

      Ammesse in Beta Ethniki 1971-1972

## Gruppo 5

### Squadre partecipanti
| Squadra            | Città    |
| ------------------ | -------- |
| Atsalenios Iraklio | Candia   |
| Fivos Kremastis    | Rodi     |
| Moschato           | Moschato |
| Orfeas Egaleo      | Egaleo   |

### Classifica
|  | Pos. | Squadra            | Pt | G | V | N | P | GF | GS | DR |
|  | ---- | ------------------ | -- | - | - | - | - | -- | -- | -- |
|  | 1.   | Orfeas Egaleo      | 16 | ? | ? | ? | ? | 12 | 5  | +7 |
|  | 2.   | Fivos Kremastis    | 12 | ? | ? | ? | ? | 7  | 7  | -1 |
|  | 3.   | Moschato           | 12 | ? | ? | ? | ? | 8  | 7  | +1 |
|  | 4.   | Atsalenios Iraklio | 8  | ? | ? | ? | ? | 6  | 14 | -8 |

Legenda:

      Ammesse in Beta Ethniki 1971-1972
       Ammessa ai play-off

### Spareggio per il secondo posto
| Squadra 1       | Risultato | Squadra 2     |
| --------------- | --------- | ------------- |
| Fivos Kremastis | 1 – 0     | Orfeas Egaleo |

## Gruppo 6

### Squadre partecipanti
| Squadra        | Città   |
| -------------- | ------- |
| Leonida Sparta | Sparta  |
| Panīleiakos    | Pyrgos  |
| Pannemeatikos  | Nemea   |
| Preveza        | Preveza |

### Classifica
|  | Pos. | Squadra        | Pt | G | V | N | P | GF | GS | DR |
|  | ---- | -------------- | -- | - | - | - | - | -- | -- | -- |
|  | 1.   | Panīleiakos    | 15 | ? | ? | ? | ? | 13 | 7  | +6 |
|  | 2.   | Leonida Sparta | 12 | ? | ? | ? | ? | 7  | 8  | -1 |
|  | 3.   | Preveza        | 11 | ? | ? | ? | ? | 8  | 11 | -3 |
|  | 4.   | Pannemeatikos  | 10 | ? | ? | ? | ? | 9  | 11 | -2 |

Legenda:

      Ammesse in Beta Ethniki 1971-1972

## Play-off

### Play-off 1
Andata
| Squadra 1      | Risultato | Squadra 2              |
| -------------- | --------- | ---------------------- |
| Pyrsos Grevena | 0 – 0     | Orfeas Eleftheroupolis |

Ritorno
| Squadra 1              | Risultato | Squadra 2      |
| ---------------------- | --------- | -------------- |
| Orfeas Eleftheroupolis | 0 – 4     | Pyrsos Grevena |

### Play-off 2
Solo Andata
| Squadra 1      | Risultato   | Squadra 2     |
| -------------- | ----------- | ------------- |
| Leonida Sparta | 2 – 1 (dts) | Rigas Feraios |

### Play-off 3
Andata
| Squadra 1         | Risultato | Squadra 2       |
| ----------------- | --------- | --------------- |
| Apollon Mytilenes | 4 – 0     | Fivos Kremastis |

Ritorno
| Squadra 1       | Risultato | Squadra 2         |
| --------------- | --------- | ----------------- |
| Fivos Kremastis | 1 – 1     | Apollon Mytilenes |